# Gran Sinagoga de Copenhaguen
La Gran Sinagoga de Copenhaguen, o simplement la Sinagoga de Copenhaguen (en danès: Københavns Synagoge), és la principal sinagoga de la comunitat jueva a Copenhaguen, Dinamarca. La sinagoga es defineix per la seva arquitectura única entorn de l'Arca de la llei. Durant la primera meitat del segle xix, les sinagogues van continuar sent construïdes en la tradició clàssica, però va començar a produir-se un renaixement de l'arquitectura grega i romana. La Gran Sinagoga de Copenhaguen és una de les poques sinagogues del seu període a utilitzar elements egipcis a les columnes i el sostre. Durant la Segona Guerra Mundial, els rotllos de la Torà de la sinagoga estaven amagats a l'església Trinitatis i van ser retornats a la sinagoga després de la guerra.